# Valentina Romani
Valentina Romani (Roma, 16 giugno 1996) è un'attrice italiana.

## Biografia

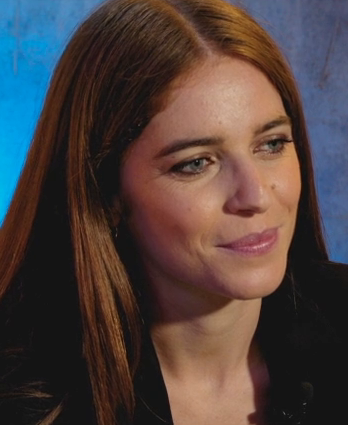
Valentina Romani nel 2022

Nata a Roma, si avvicina fin da piccola alla recitazione. Dopo aver conseguito il diploma al liceo linguistico, studia per due anni con Saverio Vallone e Beatrice Gregorini, un anno di teatro in francese, un anno nell'Accademia "Percorsi d'attore" diretta da Giulio Scarpati e poi due anni nella "Scuola Jenny Tamburi". Dal 2014 recita in varie fiction TV andate in onda su Rai 1 e su Rai 2. Fa il suo esordio cinematografico come protagonista nel 2016 con il film Un bacio, diretto da Ivan Cotroneo. Dal 2017 è fra i principali interpreti della serie TV La porta rossa mentre dal 2020 al 2023 recita nella serie TV Mare fuori. Nel 2023 viene scelta da Assicurazioni Generali come testimonial in occasione del Festival di Sanremo, curando con collegamenti live dal "Balconcino Generali" davanti all'Ariston l'evento "Prima Festival". Nello stesso anno entra nel cast del film Il sol dell'avvenire, sotto la regia di Nanni Moretti. Il film è stato presentato in concorso per il premio Palma d'oro al festival di Cannes 2023.
Inoltre, sempre nello stesso anno, il film Disney e Pixar Elemental, in cui nella versione italiana del film Valentina Romani ha prestato la sua voce al personaggio Ember, è stato presentato in anteprima mondiale il 27 maggio a chiusura della 76ª edizione del prestigioso festival. Il 29 aprile 2024 prende parte a Viva la danza, show di Roberto Bolle su Rai 1. Il 28 maggio 2024 pubblica il suo primo libro, il romanzo Guarda che è vero, edito Rizzoli. Recita nella serie Netflix Tutto chiede Salvezza interpretando la parte di Angelica. Nel maggio 2025 debutta come conduttrice di Dark lines - Delitti a matita su RaiPlay, otto puntate nelle quali approfondisce fatti di cronaca riguardanti donne uccise come Simonetta Cesaroni, Marta Russo, Meredith Kercher, Chiara Poggi, Melania Rea, Nada Cella, Serena Mollicone, Elisa Claps

## Filmografia

### Attrice

#### Cinema
- Un bacio, regia di Ivan Cotroneo (2016)
- La sciatrice dei record (Belyy sneg), regia di Nikolay Khomeriki (2020)
- Il sol dell'avvenire, regia di Nanni Moretti (2023)

#### Televisione
- Che Dio ci aiuti – serie TV, episodio 3x10 (2014)
- Un passo dal cielo – serie TV, episodio 3x16 (2015)
- Fuoriclasse – serie TV, episodio 3x08 (2015)
- Questo è il mio paese – serie TV, 6 episodi (2015)
- Il candidato – serie TV, episodio 2x05 (2015)
- Grand Hotel – miniserie TV (2015)
- Rex 8 – serie TV, 1 episodio (2015)
- Tutto può succedere – serie TV, 10 episodi (2016)
- La porta rossa – serie TV, 26 episodi (2017-2023)
- Skam Italia – serie TV, 3 episodi (2018)
- Aldo Moro - Il professore, regia di Francesco Miccichè – film TV (2018)
- Non uccidere – serie TV, episodio 2x21 (2018)
- Mare fuori – serie TV, 36 episodi (2020-2023)
- Alfredino - Una storia italiana – miniserie TV, 2 episodi (2021)
- Carla, regia di Emanuele Imbucci – film TV (2021)
- Bardot – miniserie TV, 4 episodi (2023)
- Noi siamo leggenda – serie TV, 10 episodi (2023)
- Tutto chiede salvezza 2 - serie TV, 4 episodi (2024)
- Mike, regia di Giuseppe Bonito – miniserie TV (2024)
- Gerri, regia di Giuseppe Bonito – serie TV (2025)

#### Videoclip musicali
- Hurts di Mika, regia di Ivan Cotroneo (2016)
- Due di Elodie, regia di Giampaolo Sgura (2023)

#### Webserie
- Mare fuori #confessioni (2023)

### Doppiatrice

#### Cinema
- Elemental, regia di Peter Sohn (2023) – Ember Lumen

## Programmi televisivi
- Dark lines - Delitti a matita (RaiPlay, 2025)